# Amacuzac
Amacuzac és un municipi de l'estat de Morelos. Amacuzac és el cap de municipi i principal centre de població d'aquesta municipalitat. Aquest municipi és a la part nord-oriental de l'estat de Morelos. Limita al nord amb el municipi de Miacatlán, al sud amb l'estat de Guerrero, l'oest i a l'est amb l'estat de Mèxic.